# Poll na Caorach

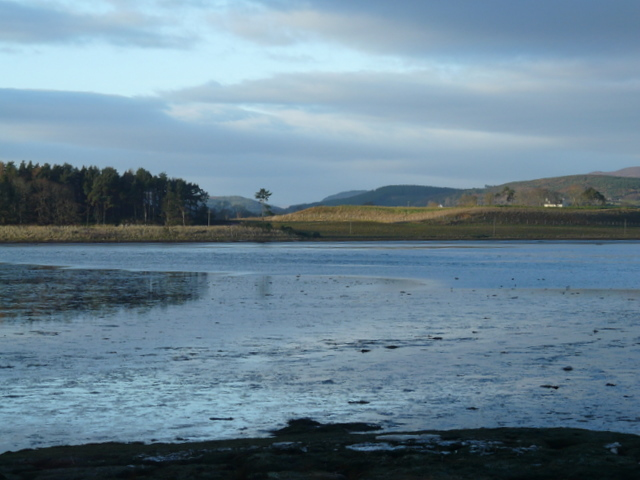
Blick von Osten über den Poll na Caorach.

Der Poll na Caorach ist eine etwa anderthalb Kilometer tiefe Einbuchtung auf der linken, nördlichen Seite des Dornoch Firth, kurz vor dessen Mündung in die Nordsee. Er liegt in der Region Highland im Norden von Schottland, in Bezug auf die traditionellen Grafschaften zählt er zu Sutherland. Strukturell handelt es sich bei ihm um ein Ästuar, dessen Ränder durch großflächige Wattbereiche geprägt sind. Seine Zuflüsse bilden zwei Flüsschen, die beide durch einen Damm zu einem See aufgestaut wurden. Es sind von Nordwesten der Allt Garbh durch Loch Ospisdale sowie von Osten der River Evelix durch Loch Evelix. Etwas nördlich von letzterem liegt der Lake Louise, ein weiterer kleiner See. Er hat keinen externen Zufluss, sondern ist entstanden durch einen kurzen Damm, mit dem ein Teil des Poll na Caorach abgetrennt wurde.